# Erysimum boissieri
Erysimum boissieri är en korsblommig växtart som beskrevs av Adolf Polatschek. Erysimum boissieri ingår i släktet kårlar, och familjen korsblommiga växter. Inga underarter finns listade i Catalogue of Life.